# ジョン・リーチ (イギリス海軍軍人)
ジョン・カテラル・リーチ（英: John Catterall Leach, DSO MVO、1894年9月1日 – 1941年12月10日）は、イギリス海軍軍人。最終階級は海軍大佐。戦艦プリンス・オブ・ウェールズの初代艦長を務めたが、マレー沖海戦で戦死した。

## 生涯
1907年、士官候補生としてイギリス海軍に入隊した。
1914年5月、戦艦エリン乗組となり、同年2月には中尉となる。その年に第一次世界大戦が始まり、リーチの乗艦エリンもユトランド沖海戦に参加したが、エリンは一発も発砲する機会がないまま終わっている。海戦後の6月、リーチは大尉心得に進んだ。またこの年にイブリン・リー（Evelyn Lee、1892年–1969年）と結婚している。
戦後も昇進を続け、1923年に少佐、1928年に中佐、1933年には大佐に進級した。
1939年、第二次世界大戦が勃発した。リーチも従軍し、戦争の最前線で行動した。
1941年、リーチは竣工したばかりの最新鋭艦プリンス・オブ・ウェールズの初代艦長となる。
5月、ドイツ海軍は、イギリスの通商破壊を目論んで、戦艦ビスマルクを大西洋に進出させた。ジョン・トーヴィー本国艦隊司令長官率いるイギリス海軍は事前にこの動きを察知し、ビスマルク迎撃戦力として、戦艦プリンス・オブ・ウェールズと巡洋戦艦フッドを派遣した。やがて英独両艦隊は会敵し、デンマーク海峡海戦が始まった。海戦後ほどなく、敵艦ビスマルクの第5斉射の一弾が味方のフッドに命中し、フッドは爆沈を遂げた。この劇的な展開にもリーチは怯まず戦闘を継続した。プリンス・オブ・ウェールズは沈みつつあるフッドを横目に主砲弾を放ち、3発をビスマルクに命中させた。ただしプリンス・オブ・ウェールズも無傷ではなく、フッド轟沈から10分も経たないうちに敵艦ビスマルクの主砲弾4発を被弾した。このうちの一弾が艦橋を貫通して炸裂し、リーチと掌信号長を除く幕僚全員が戦死した。
12月、プリンス・オブ・ウェールズはチャーチル首相の要請で東洋艦隊に編入された。第二次世界大戦に参戦した日本からシンガポールなどのイギリス権益を守る意味合いの編入だった。12月2日、リーチやサー・トーマス・フィリップス東洋艦隊司令長官もシンガポール・セレターに到着した。久しぶりにセレター軍港で息子ヘンリーと再会したリーチは、ヘンリーと一緒に海を泳ぐなどしてつかの間の休息を楽しんだという。
8日夜、プリンス・オブ・ウェールズはマレー作戦を進める日本軍の補給線（輸送船団）を断つべくセレター軍港を出港した。10日、日本側もこの動きを知り、日本海軍の第二十二航空戦隊（司令：松永貞一少将）が東洋艦隊を発見、両軍が相まみえてマレー沖海戦が始まった。戦艦に対する航空威力はすさまじく、プリンス・オブ・ウェールズは爆弾1発、魚雷6発（4発の説もあり）を受けて沈没した。リーチも艦と運命を共にし、フィリップス司令長官を含む327名の乗員とともに戦死した。

10日夜、息子ヘンリーは身体じゅう油まみれのプリンス・オブ・ウェールズ生存者の一人から父親の戦死を知らされたという。この息子はのちに制服組トップの第一海軍卿となり、フォークランド紛争を指揮することとなる。

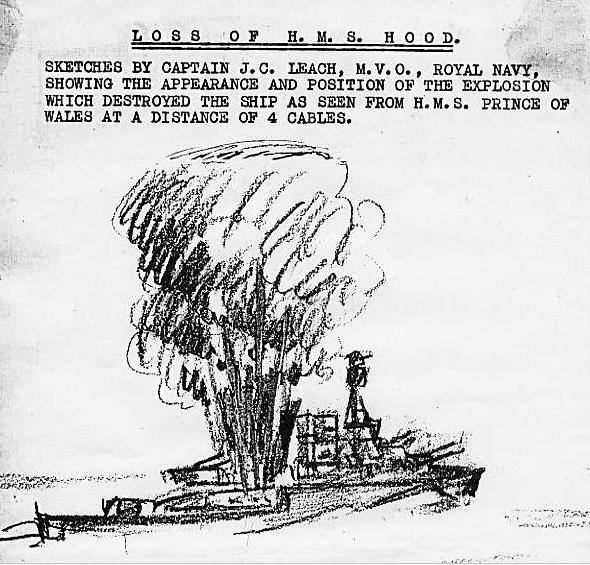
リーチが描いたスケッチ。デンマーク海峡海戦で被弾したフッドを描いている。
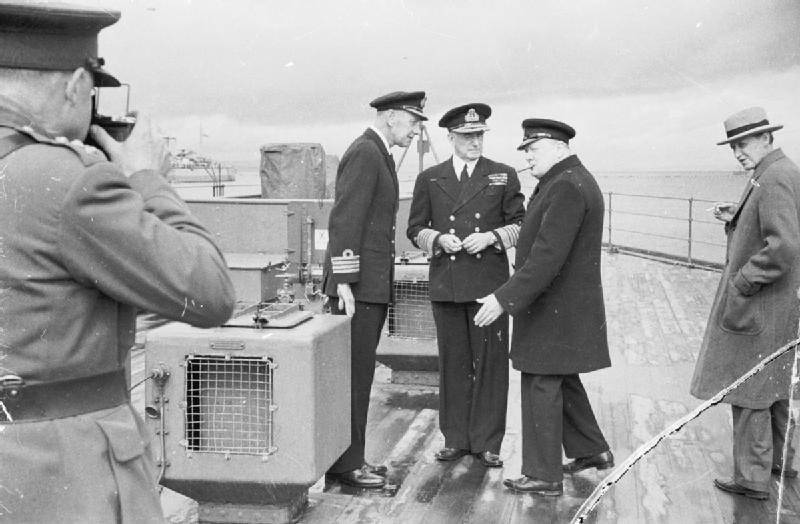
リーチ（左）、ダドリー・パウンド第一海軍卿（中）、チャーチル首相。大西洋会談に向かう英首脳陣を映した一枚。